# HD 44891
HD 44891，又名BD-14 1428，SAO 151450、HR 2303，是一颗恒星，视星等为6.24，位于銀經223.47，銀緯-12.83，其B1900.0坐标为赤經6h 19m 14.5s，赤緯-15° -12.83′ 9″。